# Tatabánya
Tatabánya (německy Totiserkolonie) je župní město v severním Maďarsku. Město je správním centrem okresu Tatabánya. Žije zde přibližně 66 tisíc obyvatel. Jedná se o bývalé plánované město, které vzniklo okolo místních uhelných dolů.

## Název

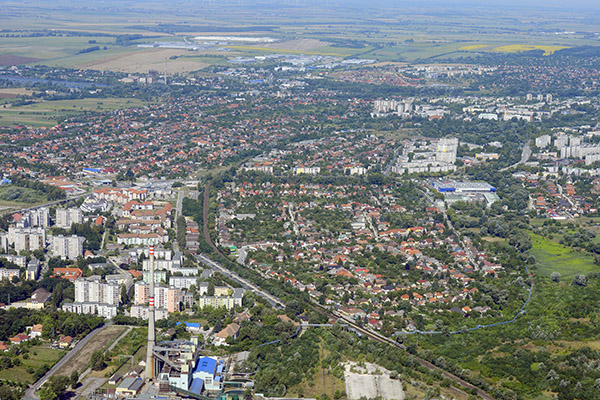
Pohled na město.

Město, které vyrostlo na zelené louce, ve svém názvu odkazuje na nedaleké historické město Tata a dále na těžbu dolů (-bánya).  Dne 16. září 1902 byla původní vesnice Alsógalla vyhlášena samostatnou obcí a roku následujícího přejmenována na uvedený název. V němčině se také objevoval po nějakou dobu název Totiserkolonie.

## Poloha
Nachází se v jižní části župy Komárom-Esztergom, v údolí mezi kopci Gerecse a Vértes, 55 kilometrů od hlavního města Budapešti; jeho průměrná nadmořská výška činí cca 199 metrů.

## Dějiny

### Nejstarší dějiny
Podle archeologických vykopávek žili lidé na území dnešního města již od doby kamenné. Před příchodem Maďarů zde žili příslušníci různých národů. Před samotnou Tatabányou se zde nacházelo několik již maďarských osad - Alsógalla, Felsőgalla a Bánhida; ta poslední z nich se datuje do roku 1288. Vzhledem k tomu že díky blízkosti nedalekých opevnění byla lokalita dobře bráněná (a také se nacházela v horách), stěhovali se sem sedláci i řemeslníci.
V 16. století pak celou oblast obsadili Turci; přesto se tam v té době usídlovali protestanti. Ti však byli později habsburskou monarchií vyhnáni, město tak bylo dosídleno katolickými Němci a Slováky. Němce pozval na své panství tehdejší šlechtic József Eszterházy, kterému zde půda patřila. V roce 1787 žilo ve vesnicích Alsógála a Felsőgalla dohromady jen něco málo přes 1000 obyvatel. Obyvatelstvo se živilo především zemědělstvím, tj. pěstováním obilí, chovem dobytka a na svazích nedalekých kopců bylo rozšířeno i vinařství. V okolí dnešního města byla také těžen kámen; místní kámen byl využit pro výstavbu komárenské pevnosti.

### Objev uhlí a rozvoj města
V roce 1896 zde byla objevena také nemalá ložiska uhlí. V roce 1891 byla založena Maďarská všeobecná uhelná důlní společnost (maďarsky Magyar Általános Kőszénbánya Rt), která začala s rozvojem zdejšího hornictví a kovoprůmyslu. První dřevěné uhlí bylo vychováno o Vánocích 1896. První předpoklad spočíval v tom, že uhlí vydrží při souvislém tempu těžby zhruba sto let. V tomto období se průmysl a obchod postupně rozšiřovaly a vzniklo nemálo nových podniků (např. cementárna, cihelna). První tepelná elektrárna zde byla postavena roku 1898 a druhá ve 30. letech 20. století (ta byla vlastněna britskou společností). Kvůli novým dolům přišli do lokality noví osadníci, většinou Maďaři, kteří doplnili již zde žijící Němce a také Slováky.[zdroj?]
Život místních obyvatel byl čilý, vycházely místní noviny, vznikaly společenské a kulturní organizace. Okolo roku 1900 žilo v Tatabányi okolo deseti tisíc lidí, po první světové válce to bylo již dvacet tisíc. Památník Turula nad městem byl odhalen roku 1907. Roku 1912 zde vznikla nemocnice pro horníky, o pět let později lidový dům a brzy následovaly další velké budovy.

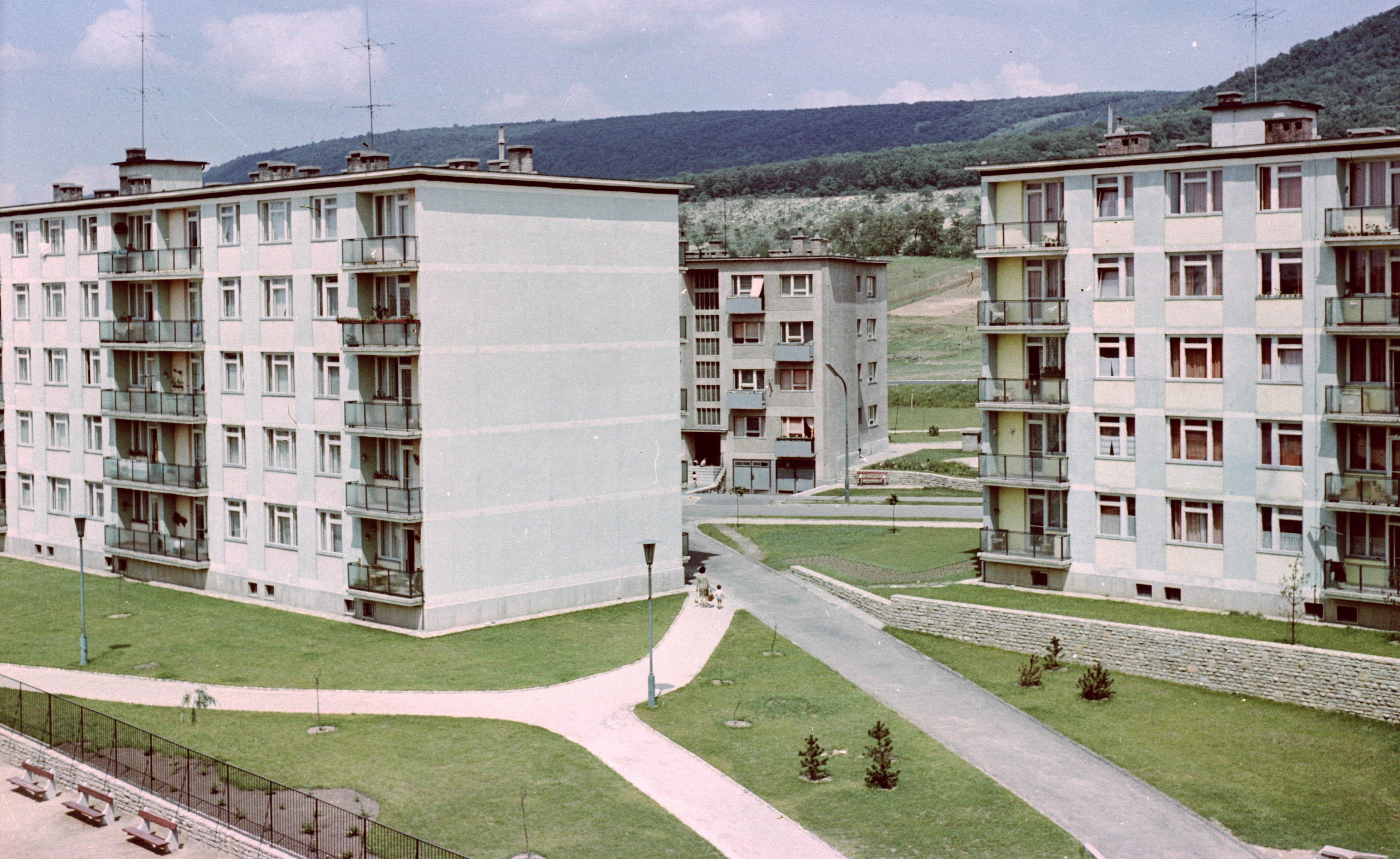
Panelové sídliště v roce 1971.

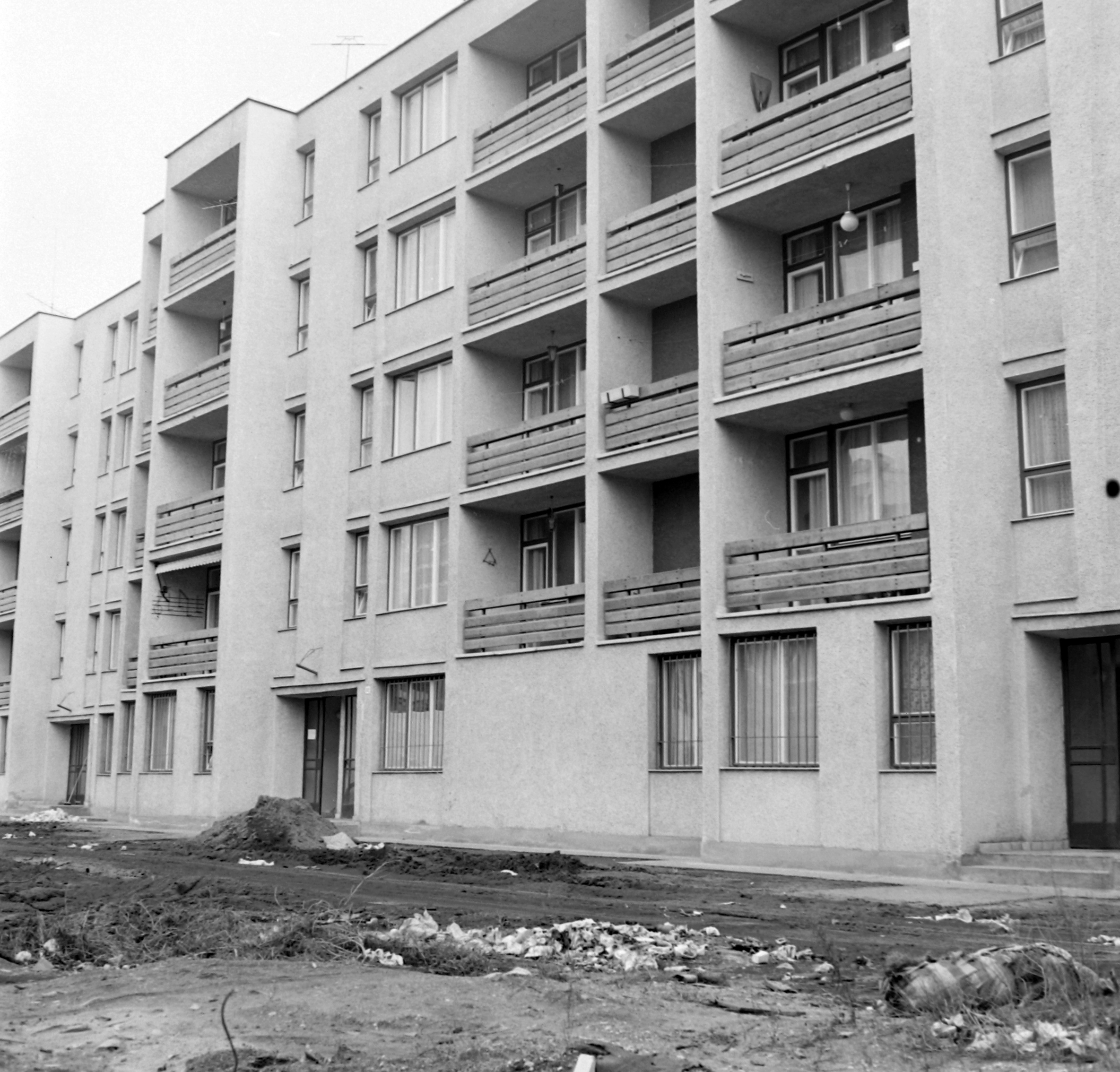
Výstavba sídliště roku 1973.

Krátce po pádu Maďarské republiky rad zde došlo k protestům proti nové vládě. Řada z nich vyústila v násilnosti. V roce 1951 jej maďarský komunistický režim připomínal jako den hornictví každý rok. Během druhé světové války byly místní tepelné elektrárny ušetřeny spojeneckého bombardování.
V 30. letech 20. století byla vytvořena základní síť kulturních institucí ve městě, kterou po válce převzal nový režim. Maďarská všeobecná uhelná společnost zde také provozovala vlastní sociální organizace, které měly pomáhat dělníkům. Místní dělnický dům byl postaven roku 1926.
Na vojenských mapách v roce 1941 se objevují postupně se slučující obce. U Bánhidy vyrostla Nová Bánhida (maďarsky Újbánhida), dnes zde stojí Alsógalla a původní kolonii nahradilo panelové sídliště. U obce Felsőgalla se nacházely rovněž rozsáhlé dělnické kolonie, které se však většinou do současné doby nedochovaly. 

### Rozvoj sídla po druhé světové válce
Už po první světové válce se řešila možnost sloučení několika obcí do jednoho administrativního celku. To se nicméně realizovalo až po druhé světové válce. Na podzim roku 1945 o místním plánu vytvoření nové obce diskutovali s tehdejší maďarskou vládou. Až po dlouhé diskuzi místních orgánů bylo sloučení uskutečněno roku 1947. Roku 1950 bylo město ustanoveno jako sídlo župy Komárom-Esztergom. Rozhodnutí bylo učiněno ze dvou důvodů; jednak bylo město na vhodném místě na hlavních tazích a dobře dostupné, jednak z ideologického důvodu vyhovovalo hornické město lépe, že Ostřihom, která byla vnímána jako symbol přítomnosti římskokatolické církve. Tento statut převzala Tatabánya od Ostřihomi, neboť nové město se ukázalo být dopravně lépe dostupné z Budapešti (ať už po silnici nebo po železnici). I přesto některé regionální úřady zůstaly v Ostřihomi.
Na fungování města měl také značný dopad proces znárodnění, který se uskutečňoval po válce. Již roku 1946 převzal maďarský stát kontrolu nad uhelným průmyslem, čímž zanikla dříve zmíněná společnost. Okolní půda byla přerozdělena, malý ale jistý počet horníků byl nicméně vyjat vládním dekretem z přerozdělování a tak neobdržel od státu nic.
V roce 1950 došlo k výbuchu v jednom z dolů, při němž zahynulo několik desítek lidí. Situace vedla k nespokojenosti horníků s podmínkami, ať už finančními nebo z hlediska bezpečnosti. Důlní neštěstí se opakovala i v následujících desetiletích.

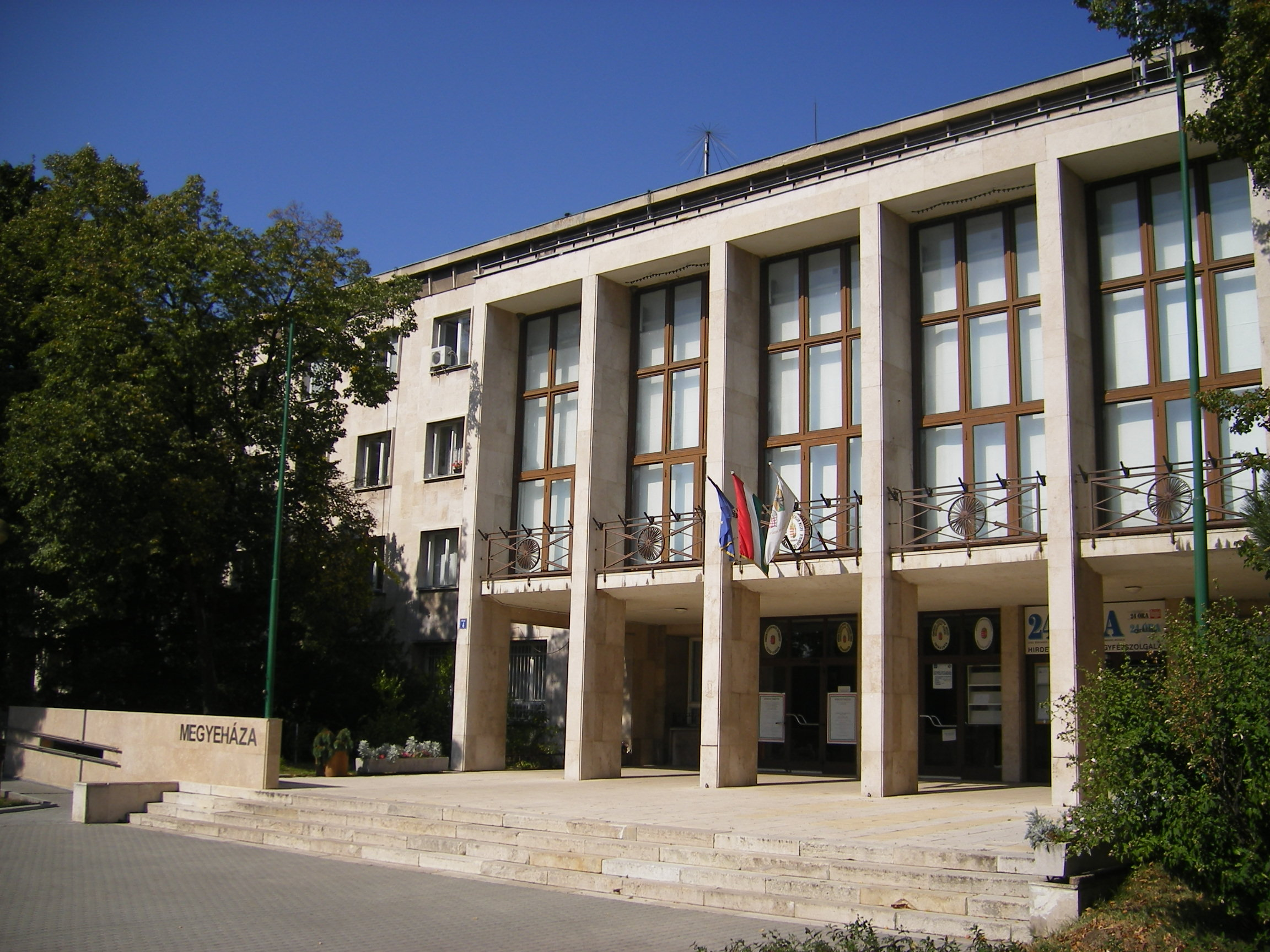
Budova krajského úřadu.

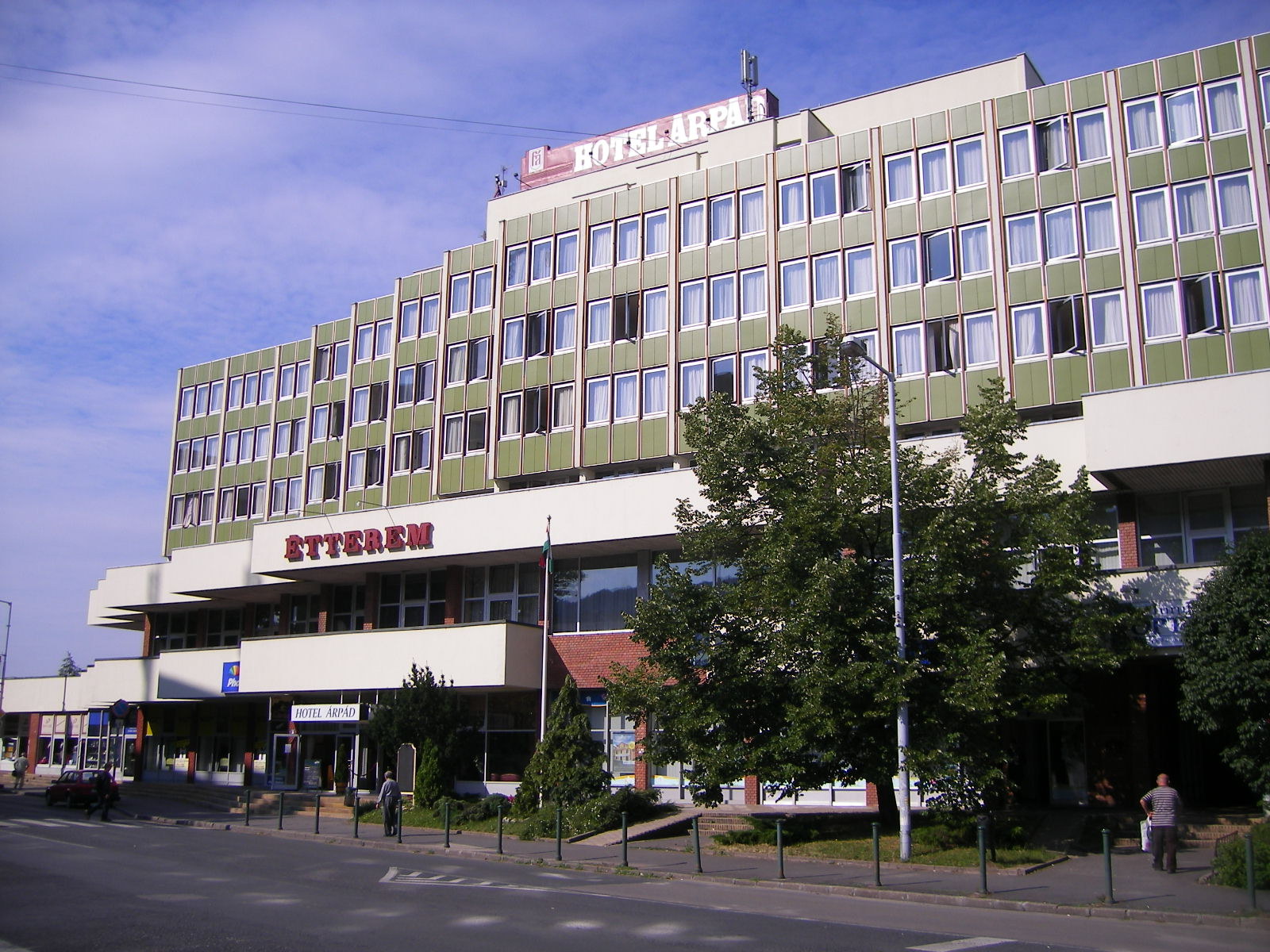
Hotel Árpád.

Za socialistické vlády se Tatabánya rozvíjela jako průmyslové město. Namísto původních dělnických kolonií, které vznikaly různě okolo, bylo postaveno plánované město s bytovými domy a později i domy panelovými. Vyrostlo nové centrum města v blízkosti hlavního nádraží, severně od jednotlivých šachet. V 50. letech 20. století pracovalo v těžebním průmyslu, nebo v navazujících odvětvích, tři čtvrtiny místních obyvatel. Nedostatek pracovních sil pro rozšiřování těžby donutil maďarskou vládu povolávat do Tatabánye i vězně. Nová zástavba vznikala nejprve na souvislé ploše kde vyrostl nový střed města a později i dále, kde byly ještě volné plochy, za původními vesnicemi (tak bylo postaveno např. sídliště Gál István-lakótelep.
Do roku 1980 dosáhla milníku 80 tisíc obyvatel. Kvůli rizikům ohledně poddolování byly postupně jednotlivé dělnické kolonie strženy.

### Tatabánya po útlumu těžby uhlí
Již v 80. letech 20. století se začaly objevovat limity dosavadního hospodářství a extenzivní těžby uhlí. V roce 1983 byla poprvé těžba uhlí v červených číslech. Pokles rentability těžby, ohrožení spodních vod a další vedly k těžby v roce 1987. Spolu s politickými změnami o dva roky později se jednalo o skutečnost s drtivým dopadem na celé město.
Místní podniky byly orientovány především na východoevropské země nebo na SSSR. Hospodářský krach znamenal vlnu propouštění a zvýšení nezaměstnanosti až na hodnotu okolo 20 %. Díky tomu se tak Tatabánya stala jedním z ekonomicky nejslabších měst novodobého Maďarska. Vedení města poskytlo místním podnikům daňové výjimky a daňové úlevy, aby problém napravily. Založilo Organizaci hospodářského rozvoje, jejímž úkolem bylo propagovat město a přitahovat středoevropské investory. Zřídilo také průmyslový park, kde se od té doby usadilo několik středních a velkých společností, včetně dodavatelů pro automobilový průmysl (např. společnost Bridgestone), výrobců zdravotnických prostředků a elektronických společností. Průmyslová zóna vyrostla na západním okraji Tatabányi, dále od dálnice a dále od obytných částí města.
V letech 2007–2008 byla v Tatabányi otevřena dvě obchodní centra: Vértes Center a Omega Park. Pouze první uvedený přečkal hospodářskou krizi z let 2008 a 2009. Roku 2011 zde byl otevřen podnik společnosti Samsung.
V roce 2019 vyhrála Tatabánya titul nejšťastnějšího města Maďarska. V roce 2020 bylo zlikvidováno původní ghetto v lokalitě Hatos.
Na počátku 3. dekády 21. století byly renovovány místní parky, např. park míru.

## Obyvatelstvo

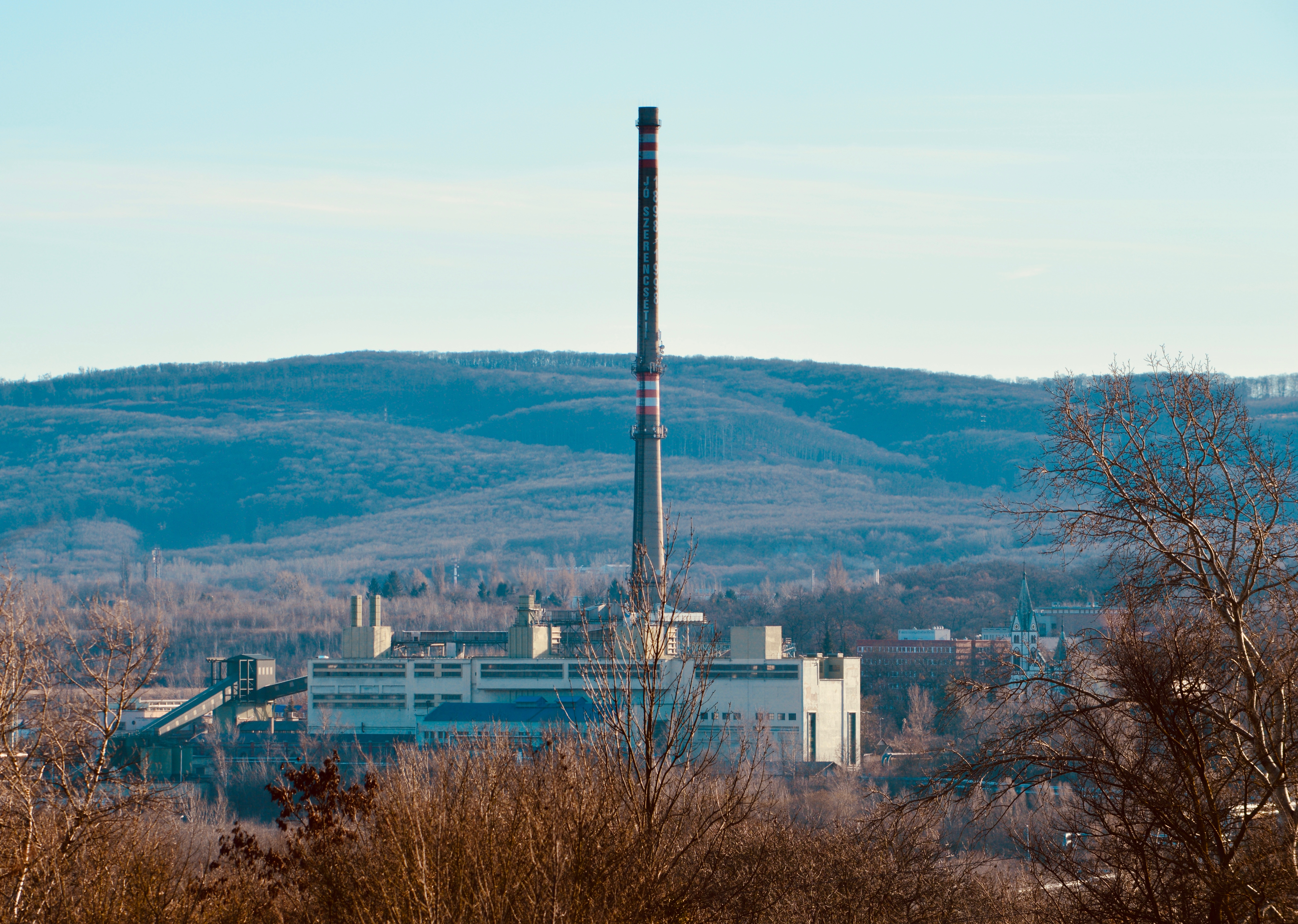
Tepelná elektrárna ve městě.

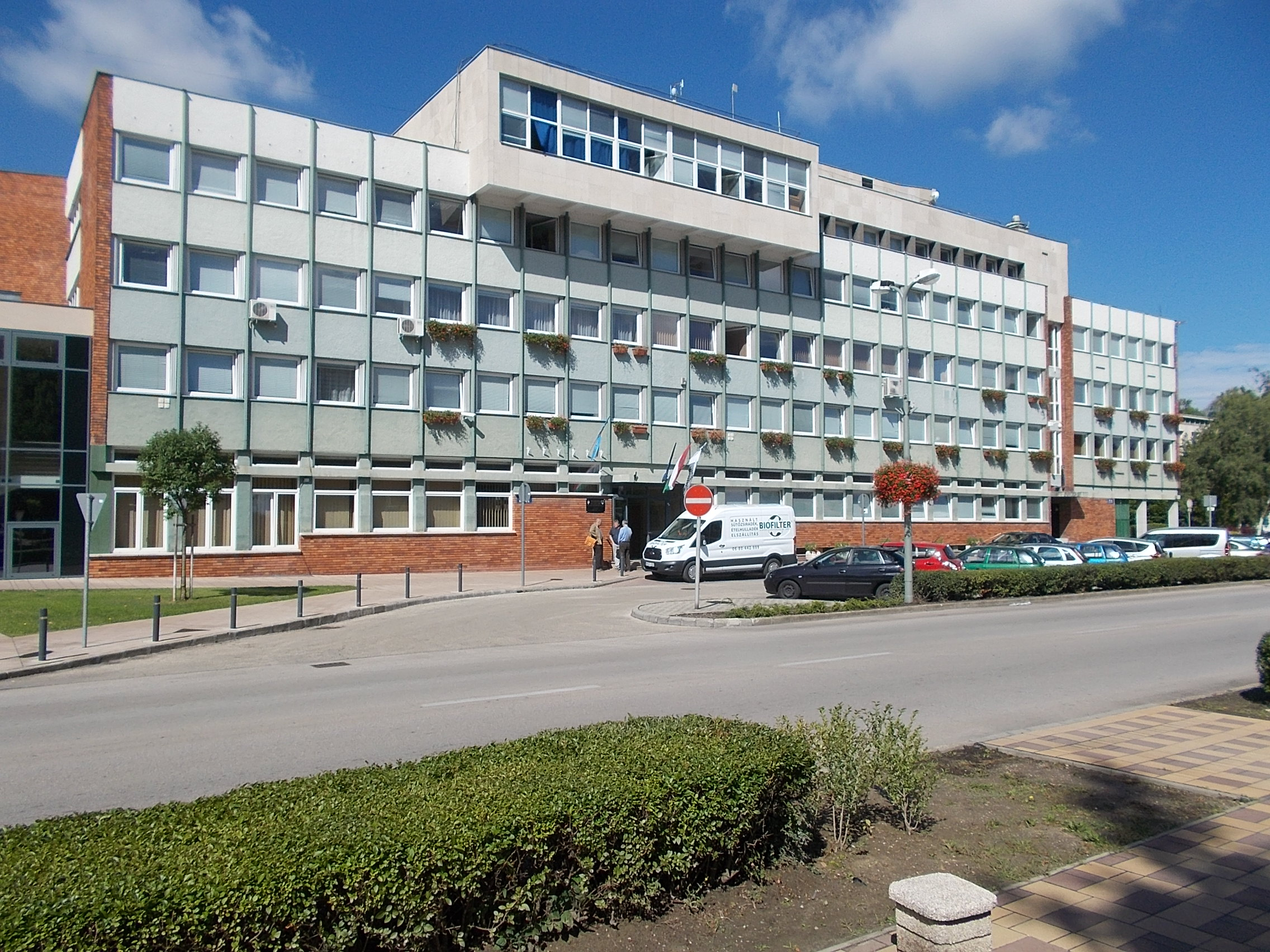
Budova radnice.

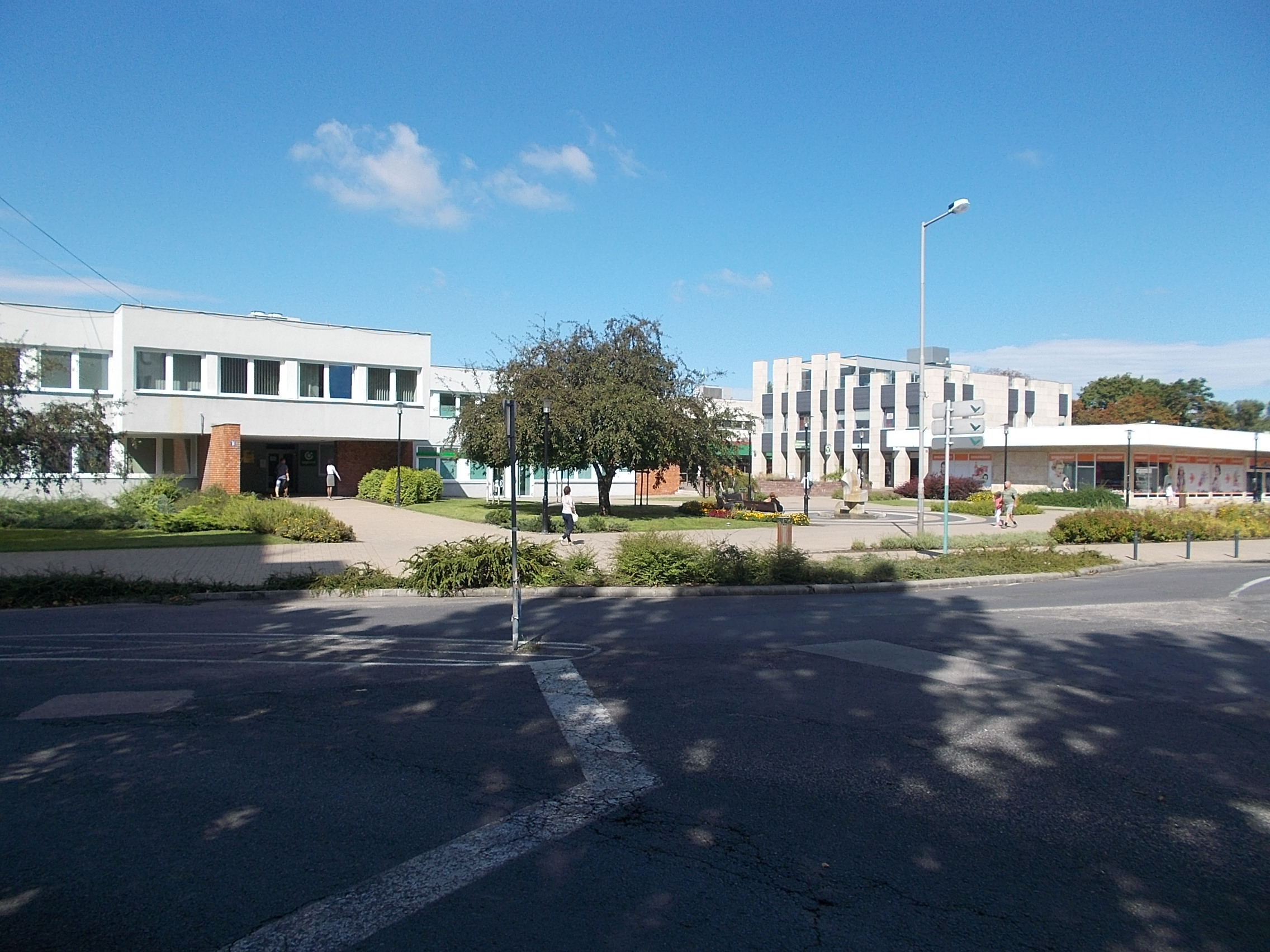
Hlavní náměstí v Tatabányi.

Podle sčítání lidu v roce 2001 žilo ve městě 72 470 obyvatel. Na začátku roku 2011 činil podíl osob mladších 19 let v populaci 20 % a podíl osob starších 60 let 23 %. Populace města postupně stárne. Od 80. let 20. století počet obyvatel města klesá (stejně jako ve všech průmyslových centrech země), v druhé dekádě 21. století žije Tatabányi méně lidí než v roce 1980.
Z výše uvedeného počtu obyvatel 69 571 z nich uvedlo svoji národnost. 67 287 se identifikovali jako Maďaři, cca 6,3 % obyvatel se přihlásilo k nějaké národnostní menšině. Z nich 667 se deklarovalo jako Romové. 1359 lidí se přihlásilo k německé národnosti, 418 ke slovenské a 94 k Řekům. 54 % obyvatel se hlásí k náboženské víře, většina z nich k Římskokatolické církvi (43,1 % všech obyvatel). 6 % se hlásí k reformovaným církvím a zhruba 1 % k luteránství. Počet řeckých katolíků se pohybuje okolo několika set.

## Kultura a zajímavosti
Na vyvýšenině nad městem je umístěna bronzová plastika bájného ptáka Turula, který dle báje dovedl Maďary do Karpatské kotliny. Později byl doplněn o pamětní kříž. Poblíž sochy se nachází také Selimova jeskyně. V lese dále od města poté existuje ve vápencových skalách ještě i několik méně známých jeskyní a podobných formací. 
Ranzingerova vyhlídka v blízké lokalitě (maďarsky Ranzinger kilátó) poté umožňuje pohled na celé město.
Hlavním parkem ve městě je malý Park tisíciletí s jezírkem Csónakázó-tó. K němu přiléhá menší Jubilejní park s tenisovými hřišti.
Ve městě působí Divadlo Mári Jászaiové (maďarsky Mári Jászai színház). Je zde také městské muzeum, dále potom skanzen hornictví a průmyslu, který leží dále od centra města, na jeho jižním okraji. V provozu je od roku 1988 a zahrnuje i historickou školu.
Pro účely města byla zřízena Městská a župní knihovna Józsefa Atilly (maďarsky József Attila Megyei és Városi Könyvtár). Pozoruhodný je také Tulipánový dům, zrekonstruovaný roku 2020. V bývalé vesnici Bánhida, která má dlouhou historii slovenského osídlení, se nachází slovenský dům. 
Nedaleko původní vesnice Alsógalla stojí kalvárie.
Ve městě se také pravidelně konají kulturní a zábavní akce, z nichž nejznámější jsou Svatojánský karneval a Hornický den. Od roku 1982 se každoročně v březnu pořádá koncertní turné Gerecse 50, které je nejoblíbenějším turné v Maďarsku s více než 7 000 účastníky.

## Doprava
Severně od města prochází dálnice M1, spojující Bratislavu s Budapeští.
Přímo středem města je vedena rovněž i jedna z hlavních maďarských železničních tratí, a to Budapešť – Hegyeshalom – Rajka. Díky tomu má město kvalitní spojení s Vídni, Budapeští i celým severozápadním Maďarskem. Kromě hlavní stanice se zde nachází i horní a dolní nádraží, umístěná poblíž středů bývalých sjednocených vesnic. Od hlavního nádraží zde odbočuje regionální dráha do Oroszlány.
Veřejná doprava ve městě existuje, provozována je síť několika autobusových linek. V roce 2007 bylo přemístěno původní autobusové nádraží.

## Školství
V Tatabányi se nachází dvě vysoké školy (např. soukromá Univerzita Edutus Egyetem), deset škol středních, 16 základních škol a 18 školek. Jednou ze středních škol je Arpádovo gymnázium založené v roce 1946. Téměř všechny školy vznikly v druhé polovině 20. století v souvislosti s rychlým rozvojem a šířením města. 

## Sport
V roce 2021 byla otevřena nová hala na házenou v Tatabányi s kapacitou celkem 6500 míst. Na jihovýchodním okraji města se nachází několik sportovních zařízení, včetně starší kryté haly, fotbalového stadionu s atletickou dráhou apod.

## Zdravotnictví
Ve městě se nachází nemocnice sv. Borbály (ve středu města) a sanatorium (maďarsky Szent Borbála Kórház Szanatórium). Jsou umístěny na východním okraji města, kde začínají rozsáhlé lesy. Od roku 2020 se nákladem 18 miliard forintů staví nový pavilon stávající nemocnice.

## Osobnosti
- Éva Csernoviczki (* 1986), judistka
- Rita Deli (* 1972) – házenkářka
- András Dombai (* 1979) – fotbalista
- Bernadett Ferling (* 1977) – házenkář
- Ádám Gyurcsó (* 1991) – fotbalista
- Anita Herr (* 1987) – házenkářka
- Orsolya Herr (* 1984) – házenkář
- Viktor Kassai (* 1975) – fotbalový rozhodčí
- Andrea Keszler (* 1989) – rychlobruslařka
- Klára Killermann (1929-2012) – plavkyně
- Béla Kovács (* 1937) – klarinetistka
- László Kovács (1951–2017) – fotbalový brankář
- Zsolt Kunyik (* 1974) – bývalý judista
- Csaba Kuzma (* 1954) – boxer lehké váhy
- Ferenc Machos (1934–2006) – fotbalista
- Viktória Pácz (* 1990) – házenkář
- Josef Papp (1933–1989) – americký inženýr
- Csaba Schmidt (1979–2023[20] ) – chemik a politik, bývalý starosta Tatabánye
- Szandra Szalay (* 1989) – triatlonistka
- Patricia Szölösi (* 1991) – házenkářka
- László Szűcs (* 1991) – fotbalista
- István Vincze (* 1967) – fotbalista

## Partnerská města
- Aalen (Německo)
- Będzin (Polsko)
- Christchurch (Spojené království)
- Fairfield (Connecticut, USA)
- Iževsk (Rusko)
- Odorheiu Secuiesc (Rumunsko)
- Banská Štiavnica, (Slovensko)